# ألكسندر ماكوين
لي ألكسندر ماكوين (بالإنجليزية: Alexander McQueen)‏ وهو مصمم أزياء بريطاني ولد في يوم 17 مارس 1969 في مدينة لندن عاصمة المملكة المتحدة، عرف في البداية كونه كان المصمم الرئيسي لأزياء شركة جيفنجي من سنة 1996 إلى سنة 2001 وثم أسس شركة خاصة به سماها الكسندر مككوين ليبل، وأختير كأفضل مصمم أزياء بريطاني لسنوات 1996 و 1997 و 2001 و 2003 ونال جائزة سي دي إف أي كأفضل مصمم أزياء في العالم لسنة 2003، في يوم 11 فبراير 2010 وجد ألسكندر في بيته ميتا بعد أن قام بشتنق نفسه، وكتب على صفحته على تويتر قبل يوم واحد من موته.

## روابط خارجية
- ألكسندر ماكوين على موقع IMDb (الإنجليزية)
- ألكسندر ماكوين على موقع الموسوعة البريطانية (الإنجليزية)
- ألكسندر ماكوين على موقع مونزينجر (الألمانية)
- ألكسندر ماكوين على موقع ميوزك برينز (الإنجليزية)
- ألكسندر ماكوين على موقع ديسكوغز (الإنجليزية)
- ألكسندر ماكوين على موقع قاعدة بيانات الفيلم (الإنجليزية)